# Junqueiro
Junqueiro là một đô thị ở bang Alagoas, Brasil. Dân số năm 2004 ước tính là 24.841 người.